# Hermann Diebäcker
Hermann Diebäcker (* 14. August 1910 in Münster; † 16. April 1982 ebenda) war ein deutscher Politiker der CDU.

## Leben
Nach dem Abitur auf dem Realgymnasium war Diebäcker, der römisch-katholischen Glaubens war, zunächst in der Arbeitsverwaltung tätig. Daneben studierte er Volkswirtschaftslehre und Betriebswirtschaftslehre an der Universität Münster. Er beendete das Studium 1934 als Diplom-Volkswirt und trat in die Dienste der Industrie- und Handelskammer in Münster ein. Später arbeitete er als Geschäftsführer von Unternehmensverbänden im Bereich Groß- und Außenhandel bzw. Einzelhandel. Von 1942 bis 1945 war er Soldat.
Am 30. September 1937 beantragte er als Diplom-Volkswirt die Aufnahme in die NSDAP und wurde rückwirkend zum 1. Mai desselben Jahres aufgenommen (Mitgliedsnummer 5.914.520). Nach dem Zweiten Weltkrieg wurde er stellvertretender Hauptgeschäftsführer der IHK Münster. Er wurde CDU-Mitglied und gehörte dem Bezirksvorstand im Regierungsbezirk Münster an.
Diebäcker gehörte dem Deutschen Bundestag von 1957 bis 1969 an. Er vertrat den Wahlkreis Münster im Parlament. Diebäcker trat 1960/61 hervor, als er Karl Albrecht und den Schriftsteller Reimar Lenz wegen Gotteslästerung anzeigte, weil diese in der Literaturzeitschrift alternative religionskritische Beiträge veröffentlicht hatten.
Er war verheiratet und hatte vier Kinder, zwei Jungen und zwei Mädchen.